# حبر تسلسل القتل
ِحبر تسلسل القتل هو موقع الكتروني متخصص ببيع ادوات القتل وهو مصطلح يُطلق على (الأشياء التي تعتبر ذات قيمة بسبب علاقتها بجرائم القتل والقتلة أو غيرها من الجرائم سيئة السمعة) وبما في ذالك لوحات فنية ومقابلات تلفزيونية لسفاحين محكوم عليهم، و  يقدم الموقع اماكن الاجتماعات لهؤلاء المهتمين اوالمشاركين في صناعة ال “murderabilia”.
تم وصف الموقع الإلكتروني من قِبل ديفيد لور مؤلف كتاب (الجريمة الحقيقية) والمحقق في قناة ديسكفري، وحاليا هو كاتب وصحفي في إيه أو إل " كواحد من أفضل بائعين ال murderabilia في السوق.

## تاريخ
جاء المؤسس ايريك هولر، الذي قام باستخدام الاسم المستعار «ايريك قاين» بفكرة موقع حبر السفاحين في منتصف التسعينيات تحديدا بتاريخ 1990 بعد ان بدأ الكتابة للسجناء وتجميع اعمالهم الفنية والحرفية. (و تم تكريم ايريك قاين على ذالك وفقا لمقالة  نيويورك تايمز). اقترح صديق لهولر ان يسجل البضاعة في  إيباي  و يعرضها للبيع. لكن حظرت  إيباي  بضائع murderabilia من البيع في عام 2001. وبدأ هولر في عام2006 بالكتابة ومقابلة السجناء مجددا في محاولة صنع موقع الكتروني جديد. وأُطلق الموقع الإلكتروني في شهر ديسمبر عام 2008، وفي شهر فبراير عام 2009 تم تعديل الموقع الإلكتروني ليصبح قابل لبيع القطع الفنية،  والبيوت الشعرية، والشعر والملابس المأخوذة من السجناء سيءِ السمعة.

## مظاهر الشاشة
تم عرض موقع  حِبر السفاحين  لإيريك هولر على التلفاز لأول عرض له على  قناة ناشيونال قرافيك في مسلسل المحظورات الموسم التاسع بعنوان «العيش مع الموتى» الذي تم بثه رسميا في شهر يونيو، يوم 17، عام 2012.

## الجدل
أثار القدر الكبير من التغطية الإعلامية الغضب، وفي شهر  يونيو، عام 2010، تعاون كلا من أعضاء مجلس الشيوخ جون كورنين من مدينة تكساس وإيمي كلوبوشار من مدينة مينيسوتا لتقديم مشروع «قانون» لحظر هذاالنوع من التجارة في كونغرس الولايات المتحدة. اُطلق على مشروع القانون اسم «أوقفوا بيع جرائم القتل لحفظ كرامة ضحايا الجرائم لعام 2010»، ويأتي بعد العديد من المعارك الفردية حول هذه القضية. 
عارض ايريك هولر مشروع القانون وطلب المساعدة من ACLU للمساعدة في محاربة مشروع القانون مطالبا بالحرية المدنية.
اعلنت صحيفة تكساس تريبيون لأول مرة أن مشروع القانون المقترح في أوائل يونيو، عام 2010 تضمن بيانا دفاعيا لصناعة ايريك هولر.

## روابط خارجية
- الموقع الرسمي